# Atarra Buzurg
Atarra Buzurg är en ort i Indien.   Den ligger i distriktet Bānda och delstaten Uttar Pradesh, i den centrala delen av landet, 500 km sydost om huvudstaden New Delhi. Atarra Buzurg ligger 141 meter över havet och antalet invånare är 46 168.
Terrängen runt Atarra Buzurg är mycket platt. Runt Atarra Buzurg är det tätbefolkat, med 427 invånare per kvadratkilometer. Atarra Buzurg är det största samhället i trakten. Trakten runt Atarra Buzurg består till största delen av jordbruksmark.